# Raoul Lechevalier (professeur d'hébraïque)
 (septembre 2020).
Pour les articles homonymes, voir Lechevalier.
Raoul Lechevalier, né à Vire (Normandie) en 1522 et mort en 1572, est un professeur français d'hébreu et de français.

## Biographie
Raoul Lechevalier s'est converti à la religion protestante. Professeur de langue hébraïque à Genève puis pasteur à Caen, il se retire en Angleterre, professa à Cambridge et enseigne le français à la  reine Élisabeth Ire d'Angleterre[réf. nécessaire]. 
Revenu à Caen en 1571, il doit quitter la ville un an plus tard pour échapper aux persécutions et se réfugie à Guernesey.